# چاقی
چاقی وضیعت پزشکی است که بافت چربی بیش از حد طبیعی در بدن فرد انباشته شده باشد. انباشت بیش از حد بافت چربی می‌تواند باعث پسرفت شاخص‌های سلامتی، از جمله کاهش میانگین طول عمر یا کاهش کیفیت زندگی گردد. شایع‌ترین روش برای تخمین چاقی استفاده از شاخص توده بدن (BMI) است. شاخصی که با تقسیم کردن وزن شخص بر حسب کیلوگرم بر توان دوم قد وی بر حسب متر به دست می‌آید. طبق تعریف هنگامی که شاخص توده بدن از ۳۰=(kg/m^۲) بیشتر شود، آن فرد چاق محسوب می‌شود.
و در کودکان از صدک استفاده می‌شود.
دلایل متنوعی برای علت چاقی ارائه شده‌است. اما مهم‌ترین علت مؤثر در چاقی و اضافه وزن، عبارت است از تمایل بدن ما برای ذخیره انرژی به صورت چربی این تمایل به صورت تکاملی به انسان امروزی به ارث رسیده‌است. هزاران سال پیش، اجداد انسان امروزی به دلیل نحوه تغذیه که عبارت بود از دوره‌های پرخوری، و انتظار طولانی مدت برای پیدا کردن دوباره غذا، توانایی ذخیره انرژی به صورت بافت اضافه چربی را به دست آوردند. بیشتر کسانی که اضافه وزن دارند، چاقی موضعی و شکمی دارند. در زنان و به خصوص در مردان چاقی شکمی و اضافه وزن افزایش چشم‌گیری داشته‌است. انسان‌های دارای اضافه وزن یا چاق همیشه در معرض خطر ابتلا به بسیاری از بیماری‌های زمینه‌ای هستند. از دست دادن مقدار محدودی از این وزن اضافی می‌تواند کمک بسیاری به کاهش خطرات احتمالی کند.
مرض چاقی احتمال ابتلا به بیماری‌های گوناگون، به خصوص بیماری‌های قلبی، دیابت نوع دوم، آپنه خواب، انواع مشخصی از سرطان، آرتروز و آسم را افزایش می‌دهد. مرض چاقی بیشتر به وسیله ترکیب بیش از اندازه انرژی غذایی ورودی، تحرکات بدنی کم، و استعداد ژنتیکی، ایجاد می‌شود. هرچند اندک مواردی در ابتدا به وسیله ژن، اختلالات غده درون‌ریز، داروها یا امراض روانی ایجاد می‌شوند. به عنوان شاهدی بر این نظریه، برخی از افراد چاق با وجود کم غذا خوردن، به دلیل متابولیسم کند بدن، دچار افزایش وزن می‌گردند. به‌طور میانگین، افراد چاق میزان مصرف انرژی بیشتری نسبت به همتایان لاغر خود دارند که این امر به دلیل میزان انرژی لازم برای نگهداری کردن از بدنی ست که اضافه وزن دارد.رژیم غذایی و تمرینات ورزشی راه حل‌های اصلی مرض چاقی می‌باشند. کیفیت رژیم غذایی را می‌توان با کاهش مصرف غذاهای پرانرژی، مانند غذاهای پرچرب و شیرین، و همچنین استفاده بیشتر از غذاهای گیاهی رژیمی، افزایش داد. داروهای ضد چاقی ممکن است جهت کاهش اشتها یا جلوگیری از جذب چربی، در کنار یک رژیم غذایی مناسب استفاده شوند. اگر رژیم غذایی، ورزش و دارو مؤثر نباشند، بالون معده می‌تواند به کاهش وزن کمک کند؛ یا ممکن است جراحی باریاتریک برای کاهش حجم شکم و یا طول روده، به جهت ایجاد سیری زودرس و کاهش توانایی جذب مواد مغزی، انجام گیرد.
مرض چاقی، با افزایش شیوع در بزرگسالان و کودکان، یکی از عمده‌ترین علل قابل پیشگیری مرگ و میر در سرتاسر جهان می‌باشد، و صاحب نظران آن را به عنوان یکی از جدی‌ترین مشکلات سلامت عمومی در قرن بیست و یکم می‌دانند. چاقی در بسیاری از مناطق مدرن جهان، (مخصوصا درجهان غرب) به عنوان ننگ اضافه وزن شناخته می‌شود؛ با این وجود در گذشته در بسیاری از موارد چاقی به عنوان سمبل و نماد توانگری و باروری شناخته شده‌است.

## واژه‌شناسی
چاق واژه ای ترکی است که درون زبان فارسی شده‌است. در فارسی واژه فربه به کار می‌رود.
فربه از واژه پهلوی frapīh آمده که به معنی پُرپی است.

## دسته‌بندی
«مرض چاقی» عبارت است از یک سری شرایط پزشکی که چربی اضافی بدن به صورت وسیع انباشته شده و ممکن است اثراتی زیان بار بر سلامتی داشته باشد. مرض چاقی به وسیله شاخص جرم بدن و ارزیابی‌های بیشتر از شرایط توزیع چربی به وسیله نسبت کمر-کفل و فاکتورهای کلی وضعیت خطرپذیری قلبی-عروقی تعریف می‌شود. BMI به شدت به دو عامل مقدار درصد چربی بدن و مقدار مطلق چربی بدن وابسته می‌باشد.

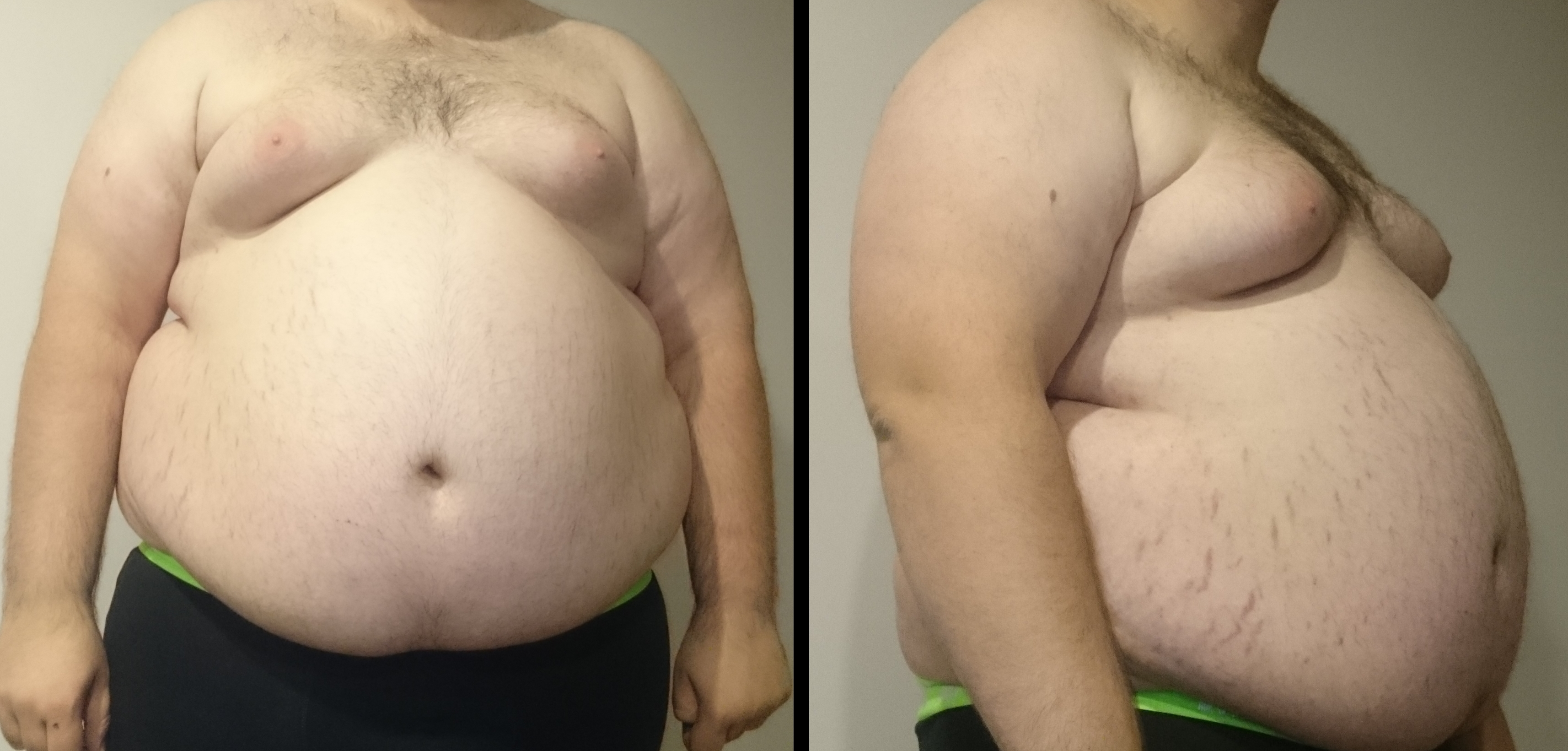
یک مرد بسیار چاق با مقدار BMI 47 kg/m^{۲}: وزن ۱۴۶ kg (322 lb)، قد ۱۷۷ cm (5 ft 10 in)

در کودکان وزن مناسب با توجه به سن و جنسیت متفاوت می‌باشد. مرض چاقی در کودکان و نوجوانان را، نمی‌توان با یک عدد معین، مشخص کرد؛ اما با توجه به گروه‌های تجربی نرمال، اصولاً مرض چاقی با BMI بزرگ‌تر از ۹۵ درصد مشخص می‌گردد. اطلاعات مرجعی که این درصدها را دربردارند، از تاریخ ۱۹۶۳ تا ۱۹۹۴ ثبت شده‌اند و از این روی دربر گیرنده اثرات افزایش وزن‌های اخیر نمی‌باشد.

۱۸–۲۴٫۹ || وزن طبیعی

| BMI       | طبقه‌بندی    |
| --------- | ----------- |
| ۱۸        | کمبود وزن   |
| ۲۵٫۰–۲۹٫۹ | اضافه وزن   |
| ۳۰٫۰–۳۴٫۹ | درجه ۱ چاقی |
| ۳۵٫۰–۳۹٫۹ | درجه ۲ چاقی |
| ≥ ۴۰٫۰    | درجه ۳ چاقی |

BMI با تقسیم کردن وزن شخص مورد نظر بر مجذور قد وی محاسبه شده، و در هر دو سیستم متریک یا سیستم آمریکایی بدین صورت بیان می‌شود:
متریک:: {\displaystyle BMI=kilograms/meters^{2}}
سیستم اندازه‌گیری آمریکا و امپریال: {\displaystyle BMI=lb*703/in^{2}}
زمانی که وزن شخص مورد نظر بر حسب {\displaystyle lb} پوند می‌باشد، قد وی بر حسب {\displaystyle in} اینچ خواهد بود.
کلی‌ترین تعریف استفاده شده در سال ۱۹۹۷ توسط سازمان جهانی بهداشت ارائه شده و در سال ۲۰۰۰ منتشر شد. مقادیر ارائه شده، در جدول سمت راست قرار دارند.
انجام برخی اصلاحات در تعاریف WHO برای برخی بدن‌های خاص صورت گرفته‌است. در تقسیم‌بندی‌های مربوط به جراحی، دسته III چاقی نیز به دسته‌بندی‌های اخیر اضافه شده، که بحث بر سر مقادیر دقیق داده‌های آن، کماکان ادامه دارد.
- به ازای BMI ≥ ۳۵ یا BMI ≥ ۴۰ "چاقی شدید"
- به ازای BMI ≥ ۳۵ یا BMI ≥ ۴۰–۴۴٫۹یا BMI ≥ ۴۹٫۹"چاقی مرضی"
- به ازای BMI ≥ ۴۵ یا BMI ≥ ۵۰ "چاقی مفرط"

از آن جا که آسیایی‌ها به دلیل داشتن BMI کمتر از سفید پوستان دچار رشد منفی سلامتی می‌باشند، برخی کشورها معنی دیگری برای مرض چاقی در نظر گرفته‌اند. چنان‌که در ژاپن مرض چاقی به عنوان هر BMI بیشتر از ۲۵ تعریف می‌شود در حالیکه در چین برای آن عدد بزرگتر از ۲۸ ملاک است.

## تأثیر بر سلامتی
وزن زیاد بدن عامل بیماری‌های متفاوتی می‌باشد، به خصوص بیماری‌هایی از قبیل: بیماری قلبی-عروقی، دیابت نوع دوم، آپنه مسدودکننده خواب، انواع خاصی از سرطان، آرتروز و آسم. در نتیجه مرض چاقی به عنوان عامل کاهش عمر متوسط شناخته می‌شود. براساس آمار موجود، میزان مرگ و میر ناشی از چاقی از مجموع مرگ و میر ناشی از چهار سرطان شایع ریه، سینه، روده و پروستات بیشتر است.

### چاقی و پیری زودرس مغز
در مطالعات جدیدی مشاهده شد حجم ماده سفید مغز در افراد چاق نسبت به همتایان لاغر کمتر است. البته نکته جالب توجه در این تحقیقات این بود که با وجود این اختلاف در ماده سفید مغزی این دو گروه، تفاوت چندانی در عملکرد شناختی آن‌ها وجود نداشت. گرچه نتایج و پیامدهای این تحقیقات هنوز کامل مشخص نیست اما احتمال می‌رود چاقی و پیری مغز با یکدیگر مرتبط باشند.

### مرگ و میر
| |  |  |
| Relative risk of death over 10 years for White men (left) and women (right) who have never smoked in the United States by BMI. |  |  |

مرض چاقی به عنوان یکی از علل قابل پیشگیری مرگ و میر در سرتاسر جهان شناخته می‌شود.
مطالعات وسیع آمریکایی‌ها و اروپایی‌ها نشان داده‌است که احتمال مرگ در BMI 20–25 kg/m۲، در افراد غیر سیگاری، و BMI 24–27 kg/m۲ در افراد سیگاری، در کمترین حالت خود قرار دارد. در افراد سیگاری با افزایش در مقدار هر دو مورد BMI و استعمال سیگار، خطر افزایش می‌یابد. BMI بیش از ۳۲ در میان زنانی که سابقه بیش از ۱۶ سال پریود را دارند، باعث دو برابر شدن میزان مرگ و میر می‌شود. در آمریکا تخمین زده شده‌است چاقی منجر به افزایش ۱۱۱۹۰۰ تا ۳۶۵۰۰۰ مرگ و میر در طول یک سال شده‌است، این در حالی است که یک میلیون (۷٫۷٪) از مرگ و میر اروپا مربوط به اضافه وزن می‌باشد. به‌طور متوسط، چاقی طول عمر را حدود ۶ تا ۷ سال کاهش می‌دهد: BMI بین ۳۰ تا ۳۵ متوسط طول عمر را بین ۲ تا ۴ سال کاهش می‌دهد، در حالی که چاقی شدید (BMI بیشتر از ۴۰) متوسط طول عمر را حدود ۱۰ سال کاهش می‌دهد.

### بیماری
چاقی خطر بسیاری از وضعیت‌های فیزیکی و ذهنی را افزایش می‌دهد. این همایندی‌های مرضی اغلب به صورت سندرم متابولیک، نشان داده می‌شوند که ترکیبی است از اختلالات پزشکی شامل: دیابت نوع دوم، فشار خون بالا، بالا بودن کلسترول خون و بالا بودن تری گلیسرید خون.
بر اساس یک گزارش که در انگلیس تهیه شده‌است، سطوح در حال افزایش چاقی و وزن‌های غیر سالم می‌تواند با ۶۷۰ هزار مورد اضافی سرطان در ۲۰ سال آینده ارتباط داشته باشد.
این دشواری‌ها یا به‌طور مستقیم در اثر چاقی به وجود می‌آیند یا به‌طور غیرمستقیم به مکانیزم‌هایی مربوط می‌شوند که دارای یک علت مشترک نظیر رژیم غذایی ضعیف یا یک سبک زندگی بی تحرک هستند. شدت ارتباط بین چاقی و وضعیت‌های خاص متفاوت است. یکی از قوی‌ترین آن‌ها ارتباط با دیابت نوع دوم است. چربی زیاد بدن در ۶۴٪ موارد در مردان و در ۷۷٪ موارد در زنان علت دیابت است.
پیامدهای سلامتی در دو طبقه بزرگ قرار می‌گیرند: آن‌هایی که به اثرات افزایش توده چربی مربوط می‌شوند (نظیر آرتروز، آپنه انسدادی در خواب، بدنامی اجتماعی) و آن‌هایی که دلیلشان افزایش تعداد سلول‌های چربی (دیابت، سرطان، بیماری عروق قلب، بیماری کبد چرب غیرالکلی) است. افزایش چربی بدن باعث تغییر پاسخ دهی بدن به انسولین و در نتیجه مقاومت در برابر انسولین می‌گردد. چربی انباشته همچنین یک حالت قابلیت تشدید التهاب، ایجاد می‌کند و یک حالت قابلیت تشدید لخته.

حوزه پزشکی!
وضعیت!
حوزه پزشکی!
وضعیت!

| قلب‌شناسی                    | - بیماری ایسکمیک قلب: آنژین و ایست قلبی - فشار خون بالا - سطح غیرعادی کلسترول - تشکیل لخته وریدی عمیق و آمبولی ریه                         | پوست‌شناسی            | - ترک‌های بارداری - آکانتوز سیاه - انسداد لنفاوی - سلولیت - پرمویی - التهاب چین‌های پوستی                                                                                  |
| درون‌ریزشناسی و پزشکی تناسلی | - مرض قند - سَندرُم تُخمدان پُلی‌کیستیک - اختلالات مربوط به قاعدگی - ناباروری - دشواری‌های دوران بارداری - نارسائی‌های زایمان - مرگ جنین داخل رحم | معده‌ای-روده‌ای        | - ریفلاکس معده‌ای مروی - بیماری کبد چرب - سنگ کیسه صفرا (سنگ کیسه صفرا)                                                                                                   |
| عصب‌شناسی                    | - حمله - ران‌درد بی‌حسی‌آور - میگرن - سندرم مجرای مچ دستی - زوال عقل - زیادی فشار داخل جمجمه‌ای ایدیوپاتیک - اسکلورز چندگانه                   | سرطان‌شناسی           | - پستان، تخمدان - مری، مربوط به روده بزرگ - کبد، مربوط به لوزالمعده - کیسه صفرا، معده - آندومتری، مربوط به گردن رحم - پروستات، کلیه - لنفاوی غیر هاجکینی، مولتیپل میلوما |
| روان‌پزشکی                   | - افسردگی در زنان - بدنامی اجتماعی | پزشکی دستگاه تنفس    | - آپنه انسدادی در خواب - سندروم تنفس کم به دلیل چاقی - آسم - افزایش دشواری‌های زمان بیهوشی عمومی                                                                          |
| روماتولوژی و ارتوپدی        | - نقرس - کم‌تحرکی - آرتروز - کمردرد | اورولوژی و کلیه‌شناسی | - ناکارآمدی جنسی - بی‌اختیاری ادراری - نارسایی مزمن کلیوی - کاهش فعالیت بیضه یا تخمدان - مخفی بودن آلت تناسلی مرد                                                         |

### تناقض بقا
اگرچه شواهد موجود مؤید پیامدهای منفی چاقی در اکثر افراد جامعه است، در برخی از زیرگروه‌ها با افزایش BMI ظاهراً سلامتی هم ارتقا یافته‌است، پدیده‌ای که با عنوان تناقض بقای چاقی شناخته می‌شود. این تناقض اولین بار در سال ۱۹۹۹ در افراد چاق و دارای اضافه وزن که تحت همودیالیز قرار داشتند تعریف شد، و پس از آن در افراد دارای نارسایی قلبی و بیماری سرخرگ محیطی نیز مشاهده شده‌است (PAD).
در افرادی که دارای نارسایی قلبی بودند، آن‌هایی که دارای BMI بین ۳۰٫۰ و ۳۴٫۹ بودند نسبت به کسانی که وزن عادی داشتند کمتر دچار مرگ شدند. این امر به این حقیقت مربوط می‌شود که افراد هرچه بیشتر بیمار می‌شوند بیشتر کاهش وزن پیدا می‌کنند. نتایج مشابهی در سایر انواع بیماری‌های قلبی به دست آمده‌است. در افراد دارای چاقی کلاس I و بیماری قلبی، سایر مشکلات قلبی نسبت به افراد دارای وزن عادی که بیماری قلبی هم دارند بیشتر نیست. با این حال، در افرادی که دارای درجات بالاتر چاقی هستند، خطر سایر رویدادها بیشتر است. حتی پس از جراحی کنارگذر قلب، هیچ گونه افزایشی در مرگ و میر افراد چاق و دارای اضافه وزن مشاهده نشده‌است. یک مطالعه نشان داد که بقای بهتر می‌تواند این‌طور توصیف شود که افراد چاق پس از رویداد قلبی بیشتر درمان می‌شوند. یک مطالعه دیگر نشان داد که اگر کسی بیماری انسداد مزمن ریوی (COPD) را در افرادی که دارای PAD هستند در نظر بگیرد، مزایای چاقی از بین می‌رود.

## علت‌ها
در سطح فردی به نظر می‌رسد که ترکیبی از دریافت انرژی غذایی بیش از حد و کمبود فعالیت بدنی دلیل اغلب موارد چاقی است. موارد بسیاری محدودی در درجهٔ اول به دلایل ژنتیک، پزشکی، یا بیماری روانی می‌باشد. از سوی دیگر، به نظر می‌رسد که افزایش نرخ چاقی در سطح اجتماعی به دلیل رژیم‌های کاملاً در دسترس و خوش‌طعم، وابستگی بیشتر به خودرو، و خطوط تولید ماشینی می‌باشد.
علل روانی نیز می‌تواند در افزایش وزن و چاقی مؤثر باشد. پژوهشگران دانشگاه کورنل دریافتند که محیط در هم ریخته، نامرتب و شلوغ در افزایش وزن بدن نقش دارد، اگر آشپزخانه کثیف و نامرتب باشد، احتمال این که به غذاهای پرکالری هجوم ببرید، بیشتر می‌شود که این خود تناسب اندام و سلامتی را در معرض خطر قرار می‌دهد.
مطالعه‌ای که در سال ۲۰۰۶ انجام شد، ده عامل احتمالی مؤثر بر افزایش چاقی در دوران اخیر را شناسایی کرده‌است: (۱) خواب ناکافی، (۲) مختل‌کننده‌های غدد درون‌ریز (آلوده‌کننده‌های محیطی که در سوخت و ساز لیپید دخالت می‌کنند)، (۳) تغییرپذیری کاهش یافته در دمای محیط، (۴) کاهش میزان دخانیات، زیرا استعمال دخانیات اشتها را کم می‌کند، (۵) افزایش استفاده از داروهایی که می‌تواند موجب اضافه وزن شود (مثلاً آرام بخش‌های ناهمگون)، (۶) رشد نسبی نژاد و گروه‌های سنی که سنگین‌وزن‌تر هستند، (۷) بارداری در سنین بالاتر (که ممکن است موجب استعداد چاقی در بچه‌ها شود)، (۸) فاکتورهای ریسک وراژنتیک که با گذر نسل‌ها منتقل می‌شوند، (۹) انتخاب طبیعی برای بی‌ام‌ای بالاتر، و (۱۰) گزینش جفت که منجر به افزایش تمرکز فاکتورهای ریسک چاقی می‌شود (این کار با افزایش واریانس جمعیت در وزن باعث افزایش افراد چاق می‌شود). در حالی‌که شواهد محکمی در تأیید تأثیر این مکانیزم‌ها بر افزایش گسترش چاقی وجود دارد، شواهد هنوز هم قاطع نیست، و نویسندگان اعلام می‌کنند که این موارد احتمالاً کمتر از آنچه در پاراگراف قبل مطرح شد، تأثیرگذار هستند.
محققان انگلیسی نیز یک تغییر ژنتیکی خاص کشف کرده‌اند که بدن را از تولید یک پروتیین مهم که برای کنترل اشتها و مقابله با بیماری چاقی و دیابت نقش اساسی دارد، بازمی‌دارد. تولید این پروتیین برای پردازش شماری از هورمون‌ها و انتقال دهنده‌های مغزی که اشتها، انسولین و سایر هورمون‌های را کنترل می‌کنند، مهم است.

## رژیم غذایی
| |                                                         |  |
| Map of dietary energy availability per person per day in 1961 (left) and 2001–2003 (right) in kcal/person/day. \| no data <1600 1600–1800 1800–2000 2000–2200 2200–2400 2400–2600 \| 2600–2800 2800–3000 3000–3200 3200–3400 3400–3600 >۳۶۰۰ \| |                                                         |  |
| no data <1600 1600–1800 1800–2000 2000–2200 2200–2400 2400–2600 | 2600–2800 2800–3000 3000–3200 3200–3400 3400–3600 >۳۶۰۰ |  |

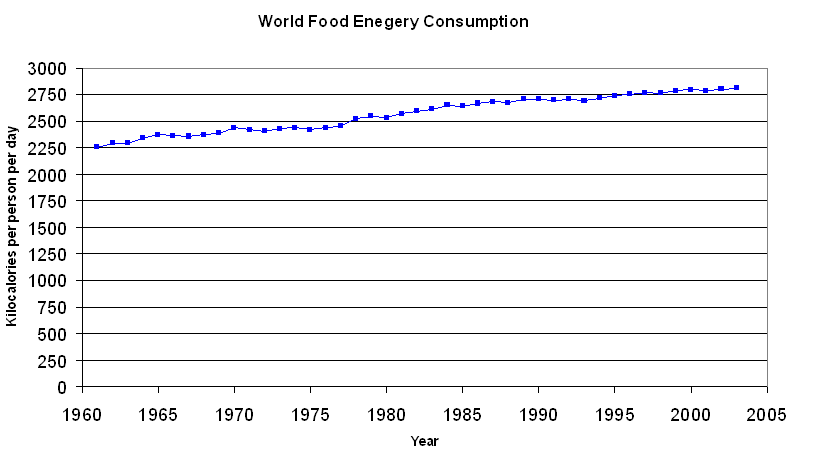
نموداری نشان‌دهندهٔ افزایش تدریجی در مصرف سرانهٔ انرژی غذایی به‌ازای هر فرد در روز بین سال‌های ۱۹۶۱ و ۲۰۰۲.

سرانهٔ میزان انرژی رژیم غذایی تفاوت چشمگیری میان مناطق و کشورهای مختلف دارد. همچنین این میزان با گذر زمان تغییر محسوسی داشته‌است. از اوایل دههٔ ۱۹۷۰ تا اواخر دههٔ ۱۹۹۰ متوسط کالری در دسترس هر فرد (میزان غذایی که خریداری می‌شود) در تمام نقاط دنیا به‌جز اروپای شرقی افزایش داشته‌است. ایالات متحد با ۳۶۵۴ کالری برای هر فرد در سال ۱۹۹۶، بالاترین میزان دسترسی را داشته‌است. این عدد در سال ۲۰۰۳ به ۳۷۵۴ افزایش یافت. در طول دههٔ ۱۹۹۰، اروپایی‌ها ۳۳۹۴ کالری برای هر فرد داشته‌اند، در منطقهٔ در حال توسعهٔ آسیا ۲۶۴۸ کالری برای هر فرد، و در منطقهٔ پایین‌تر از صحرای آفریقا این عدد ۲۱۶۷ برای هر فرد بوده‌است.
در دسترس بودن گستردهٔ راهنمایی‌های تغذیه‌ای تأثیر کمی بر مشکلات ناشی از پرخوری و انتخاب رژیم تغذیه‌ای نامناسب داشته‌است. از سال ۱۹۷۱ تا ۲۰۰۰، میزان چاقی در ایالات متحد از ۱۴٫۵٪ به ۳۰٫۹٪ افزایش یافته‌است. در همین مدت، افزایشی در متوسط میزان انرژی غذایی مصرف شده رخ داد. برای زنان، متوسط افزایش برابر با ۳۳۵ کالری در روز بود (۱۵۴۲ کالری در ۱۹۷۱ و ۱۸۷۷ کالری در ۲۰۰۴)، در همین حال متوسط افزایش برای مردان، ۱۶۸ کالری در روز بود (۲۴۵۰ کالری در ۱۹۷۱ و ۲۶۱۸ کالری در ۲۰۰۴). بخش بیشتر این انرژی غذایی به دلیل افزایش مصرف کربوهیدرات بود و نه مصرف چربی. منابع اصلی کربوهیدرات‌های اضافی، نوشیدنی‌های شیرین‌شده، که امروزه حدود ۲۵ درصد از انرژی غذایی روزانه جوانان را در آمریکا شامل می‌شود، و چیپس سیب‌زمینی است. این نظر وجود دارد که نوشیدنی‌های شیرین‌شده در افزایش میزان چاقی نقش دارند.
با افزایش وابستگی جوامع به تراکم انرژی، وعده‌های غذایی مفصل، و وعده‌های غذای آماده، نگرانی در مورد ارتباط مصرف غذای آماده و چاقی بیشتر می‌شود. در ایالات متحده، در فاصلهٔ سال‌های ۱۹۷۷ تا ۱۹۹۵، مصرف غذاهای آماده سه برابر و میزان دریافت انرژی غذایی از این وعده‌ها چهار برابر شده‌است. سیاست‌گذاری کشاورزی و روش‌ها در ایالات متحده و اروپا منجر به کاهش قیمت غذا شده‌است. در ایالات متحده، اختصاص یارانه به غلات، سویا، گندم، و برنج براساس لایحهٔ کشاورزی ایالات متحده باعث شده‌است تا مواد اولیهٔ غذاهای فرآوری شده در مقایسه با میوه و سبزیجات ارزان باشد.
افراد چاق در مقایسه با افراد با وزن طبیعی، به‌طور پیوسته میزان غذایی که مصرف می‌کنند کمتر اعلام می‌کنند. این مطلب هم با آزمون‌هایی که بر روی افراد در اتاق کالری سنج انجام می‌شود تأیید شده‌است و هم از طریق مشاهدهٔ مستقیم.

## شیوهٔ زندگی بدون تحرک
شیوهٔ زندگی بدون تحرک نقشی اساسی در چاقی دارد. در سرتاسر جهان، تغییری اساسی در جهت کارهای کمتر نیازمند به نیروی بدنی بوده‌است، و امروزه حداقل ۶۰٪ از جمعیت دنیا تمرین بدنی ناکافی دارند. مهم‌ترین دلیل این امر افزایش استفاده از حمل و نقل ماشینی و رواج بیشتر فناوری کاهندهٔ کار خانه می‌باشد. به نظر می‌رسد در کودکان کاهشی در سطوح فعالیت جسمی به دلیل راه رفتن و تربیت بدنی کمتر رخ داده‌است. گرایش‌ها در جهان نسبت به زمان تفریح فعال فعالیت جسمانی ناشفاف‌تر است. سازمان بهداشت جهانی خاطرنشان می‌کند که مردم در سرتاسر دنیا سرگرمی‌های فعال کمتری دارند، در حالی‌که مطالعه‌ای در فنلاند حاکی از افزایشی در این زمینه است و مطالعه‌ای در آمریکا نشان می‌دهد که فعالیت بدنی در اوقات فراغت تغییر چندانی نکرده‌است.
هم در کودکان و هم بزرگسالان، ارتباطی میان مدت زمان تماشای تلویزیون و خطر چاقی وجود دارد. در یک بررسی مشخص شد که ۶۳ مورد از ۷۳ مطالعهٔ انجام شده (۸۶٪) نشان می‌دهد که میزان چاقی در کودکان با افزایش قرار گرفتن در معرض رسانه‌ها، افزایش یافته‌است، که این میزان به نسبت زمانی که به تماشای تلویزیون می‌گذرد افزایش می‌یابد.

### ژنتیک

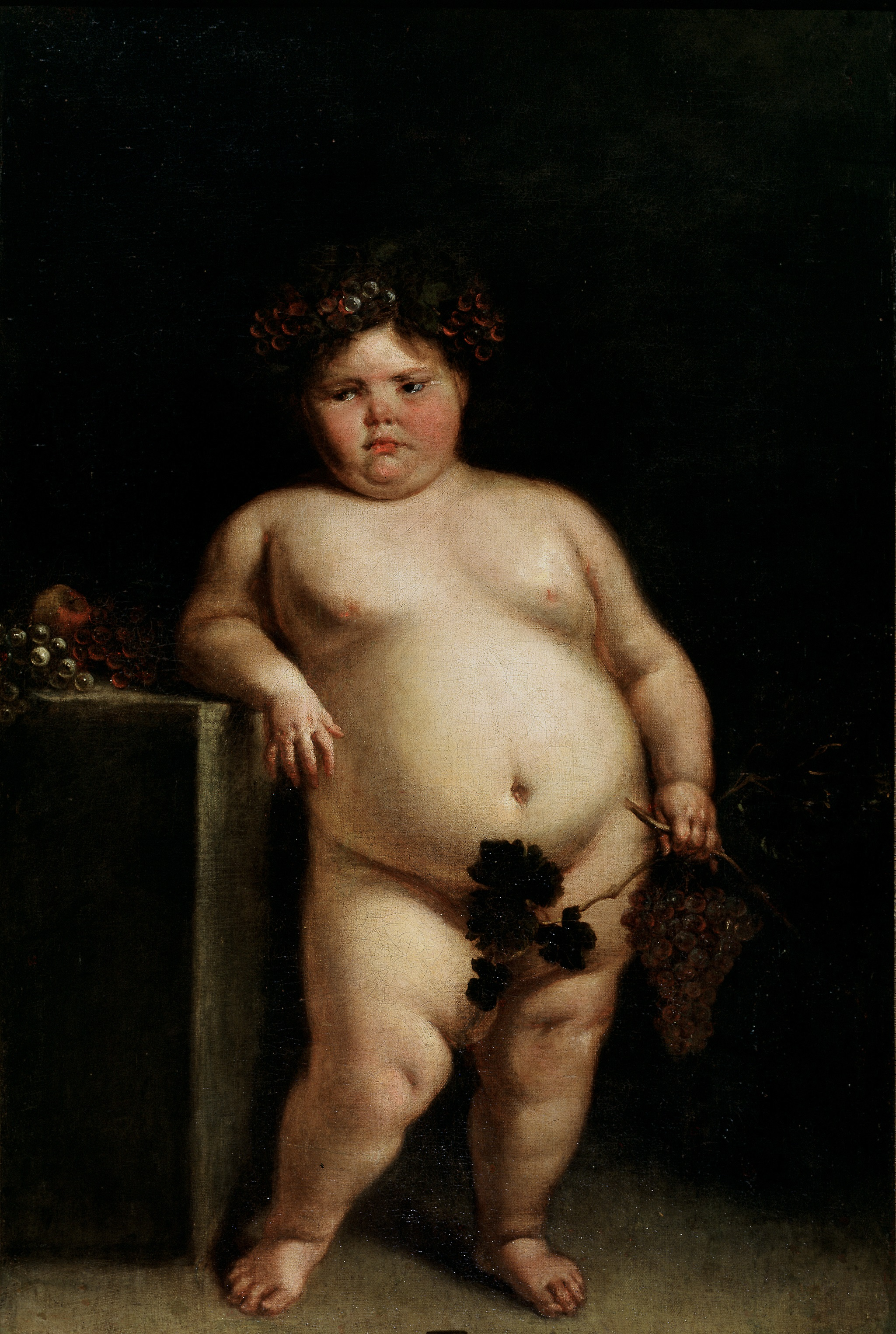

همانند بسیاری دیگر از وضعیت‌های پزشکی، چاقی نیز نتیجه فعل و انفعال بین ژنتیک و عوامل محیطی است. چند شکلی بودن در ژن‌های گوناگون اشتهاء و متابولیسم را کنترل می‌کنند و زمانی که غذا و انرژی کافی وجود دارد زمینه را برای چاقی فراهم می‌کند. از سال ۲۰۰۶ بیشتر از ۴۱ سایت در مورد گسترش چاقی در زمان وجود شرایط مناسب به وجود آمده‌اند. افرادی با دو نمونه از ژن FTO ژن چاقی و توده چربی پیدا شده‌اند که به‌طور میانگین وزنشان ۴–۳ کیلوگرم بیشتر است و در مقایسه با افرادی که در خطر چاقی قرار ندارند، ۱٫۶ بیشتر در خطر هستند.
. درصد چاقی که بر اساس جمعیت مورد آزمایش می‌توان به تنوع ژن‌ها نسبت داد از ۶٪ تا ۸۵٪ است.
چاقی یک ویژگی مهم در بسیاری از سندرم‌ها مانند سندرم پرادر-ویلی و سندرم باردت-بیدل، سندرم کوهن، سندرم مُمو است. گاهی اوقات واژه «چاقی بدون سندرم» برای تشریح این وضعیت بکار می‌رود. در افرادی با چاقی مفرط زود رس) که با توجه به شروع قبل از ۱۰ سالگی و توده بدنی که سه درجه استاندارد دیویشن بالاتر از معمول باشد، مشخص می‌شود(۷٪ از آن‌ها دارای جهش یک نقطه‌ای DNA هستند.
مطالعاتی که بر خلاف تمرکز بر ژن‌های خاص، بر الگوهای وراثتی تمرکز کرده‌اند دریافته‌اند که ۸۰٪ از فرزندان والدینی که به چاقی مبتلا هستند چاقی والدینی، والدین چاق بوده‌اند، در مقایسه با کمتر از ۱۰٪ فرزندان والدینی که وزن معمول داشته‌اند به چاقی مبتلا می‌شوندفرضیه ژنهای مقتصد ادعا می‌کند که به دلیل کمبود رژیم غذایی در طول تکامل انسان، افراد متمایل به چاقی هستند. توانایی آنان در دریافت فواید در دورهای کمیاب فراوانی از طریق ذخیره انرژی به صورت چربی در طول دوره‌هایی که تنوع غذایی در دسترس بوده، سودمند بوده‌است و احتمال نجات افراد با ذخیره چربی بیشتر هم زیادتر بود. هر چند این تمایل به ذخیره چربی در جوامعی با ذخایر غذایی ثابت یک ناهنجاری به‌شمار می‌رود. این تئوری با انتقادات زیادی روبرو شد و همچنین دیگر تئوری‌های تکامل محور مانند فرضیه ژنهای توده‌ای و فرضیه رخ مانه توده‌ای مطرح گردید.

### سایر بیماریها
برخی از بیماری‌های جسمی و ذهنی و مواد دارویی که برای درمان آن‌ها استفاده می‌شود، می‌تواند خطر ابتلا به چاقی را افزایش دهد. بیماری‌های دارویی که خطر چاقی را افزایش می‌دهند شامل چندین سندرم ژنتیکی نادر (در بالا لیست شده) همانند مادرزادی و شرایط اکتسابی است: کم‌کاری تیروئید، کوشینگز سیندرم، اختلال در هورمون رشد، و اختلالات خوردن: بینگ ایتینگ دیس اوردر. نایت ایتینگ سیندرم با این وجود چاقی به عنوان یک اختلال روان‌پزشکی به‌شمار نمی‌رود و در لیست بیماری‌های روانی قرار ندارد. [[ خطر اضافه وزن و چاقی در بیمارهایی با اختلالات روان‌پزشکی در مقایسه با افرادی که به این اختلالات مبتلا نیستند، بیشتر است.
ممکن است درمان‌های خاص موجب اضافه وزن یا تغییر در ترکیب بندی بدن شود؛ که شامل انسولین سولفونیلور آتیپیکال آنتیپ سایکتیک، تیازولیدیندیون، داروهای ضدافسردگی، استریودز نمونه‌های خاص آنتی کالوانسنت، فنی‌توئین، والپروات، پیزوتیفن و برخی از اشکال هورمونال کانتراسپشن.

### تصمیمات اجتماعی
در حالی که تأثیرات ژنتیکی برای درک چاقی مهم هستند، آن‌ها نمی‌توانند این افزایش دراماتیک را که در برخی از کشورهای خاص یا به‌طور همگانی دیده شده، تشریح کنند. اگر چه این دیدگاه که مصرف انرژی زیاد موجب چاقی در افراد می‌شود، مورد قبول است، علل تغییرات در این دو عامل در مقیاس اجتماعی بیشتر مورد بحث است. تئوری‌هایی به عنوان علت این امر بیان شده‌است اما بسیاری معتقدند که حاصل ترکیب عوامل گوناگون است.
رابطه بین طبقه اجتماعی و BMI به‌طور جهانی متفاوت است. یک بررسی در سال ۱۹۸۹ دریافت که در کشورهای توسعه یافته، زنان از طبقه اجتماعی بالا کمتر متمایل به چاقی بوده‌اند. هیچ تفاوت چشمگیری در میان مردان از طبقات اجتماعی مختلف دیده نشد. در جهان در حال توسعه زنان، مردان و بچه‌ها از طبقه اجتماعی بالاتر نسبت بیشتری از چاقی را دارا بودند. نسخه جدید این بررسی که در سال ۲۰۰۷ انجام شد رابطه مشابه را دریافت، اما ضعیفتر بودند. احساس شد که کاهش قدرت این رابطه به دلیل تأثیرات جهانی شدن باشد. در میان کشورهای توسعه یافته، سطوح چاقی افراد بالغ و درصد نوجوانانی که دچار اضافه وزن هستند با عدم تساوی اقتصادی و عدم تساوی درآمد مرتبط است. رابطه مشابهی در میان ایالت‌های آمریکا دیده شده‌است: بسیاری از افراد بالغ حتی در طبقه اجتماعی بالاتر در ایالت‌های نابرابر دچار چاقی بودند.
توضیحات بسیاری برای روابط BMI و طبقه اجتماعی بیان شده‌است که بیانگر این است که در کشورهای توسعه یافته ثروتمندان قادر به تأمین مواد غذایی بیشتری هستند، آن‌ها بیشتر زیر فشار اجتماعی به منظور لاغر ماندن هستند، و فرصت‌های بیشتری همراه با توقعات برای تناسب اندام را دارا می‌باشند. در کشورهای توسعه نیافته، توانایی تأمین غذا، مخارج بالای انرژی و ارزش‌های فرهنگی علاقه به هیکل بزرگتر را سبب شده، همچنین ممکن است نگرش‌ها نسبت به اندازه بدن در زندگی افراد، که به وسیله مردم مطرح می‌شود نقشی در چاقی داشته باشند. تغییراتی در رابطه با BMI در طول زمان در بین دوستان، برادرها و همسرها یافت شد. استرس و داشتن موقعیت اجتماعی پایین خطر چاقی را افزایش می‌دهد.
سیگار اثر چشمگیری بر وزن افراد دارد. افرادی که زیاد سیگار مصرف می‌کنند به‌طور میانگین ۴٫۴ کیلوگرم در مردان و ۵ کیلوگرم در زنان در طول ۱۰ سال اضافه وزن پیدا می‌کنند. با این وجود تغییرات میزان سیگار کشیدن تأثیر کمی بر نسبت کلی چاقی دارد.
در آمریکا تعداد بچه‌هایی که هر فرد دارد با خطر چاقی مرتبط است. خطر زن‌ها به ازای هر بچه ۷٪ افزایش می‌یابد، در حالی که این میزان برای مردان ۴٪ است. این امر تا اندازه‌ای با این حقیقت تشریح می‌شود که داشتن بچه‌های مستقل فعالیت‌های جسمی را در والدین غربی کاهش می‌دهد.
در جهان در حال گسترش، شهرسازی نقشی را در افزایش نسبت چاقی بازی می‌کند. در چین نسبت کلی چاقی کمتر از ۵٪ است، در حالی که در بعضی از شهرها نسبت چاقی بیشتر از ۲۰٪ است.
اعتقاد بر این است که سوء تغذیه در اوایل زندگی در افزایش نسبت چاقی در کشورهای در حال توسعه نقش دارد. تغییرات اقتصادی که در طول بازه‌های سوء تغذیه رخ می‌دهد ممکن است میزان ذخیره چربی را در زمانی که میزان انرژی زیادی در دسترس است، افزایش دهد.
همراه با اطلاعات همه‌گیری شناختی مطالعات زیادی تأیید می‌کنند که چاقی با کمبودهای شناختی مرتبط است. گرچه این امر نیز که چاقی موجب کمبودهای شناختی می‌شود یا بالعکس، در زمان حال نامشخص است.

## عوامل مسری
مطالعه اثر عوامل مسری بر متابولیسم هنوز در مراحل اولیه خودش است. گات فلورا برای نمایش تفاوت بین انسان‌های چاق و خمیده به وجود آمد. علائمی وجود دارد که گات فلورا در افراد چاق و خمیده می‌تواند به‌طور بالقوه متابولیسم را تحت تأثیر قرار دهد. به نظر می‌رسد این تناوب آشکار از متابولیسم بالقوه یک ظرفیت زیادتر برای کسب انرژی مرتبط با چاقی را به وجود می‌آورد. در حالی که این تفاوت‌ها علت اصلی یا نتیجه چاقی هستند که هنوز بدون ابهام تلقی می‌شود.
ارتباط بین ویروسها و چاقی در انسان‌ها و تعدادی گونه دیگر از حیوانات یافت شده‌است. میزان تأثیری که این ارتباط بر افزایش نسبت چاقی دارد هنوز مشخص نشده‌است.

## فیزیولوژی بیماری‌شناسی

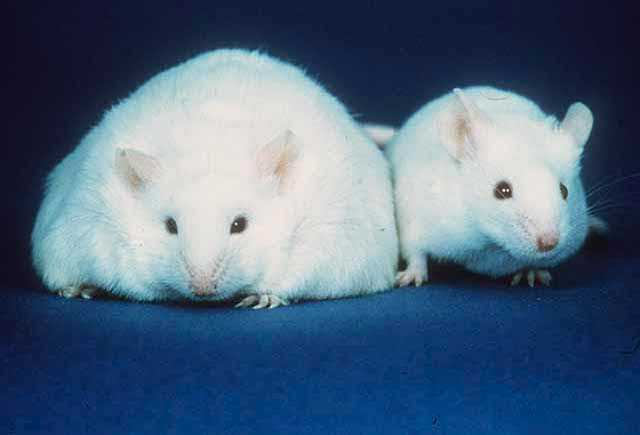
در این شکل دو موش سفید با گوش‌های هم اندازه، چشمان سیاه، و بینی صورتی مشاهده می‌کنید. جسم موش سمت چپ تقریباً سه برابر موش سمت راست می‌باشد.

در یک مقایسه، موشی که توانایی تولید لپتین را نداشت، در برابر موش نرمال (راست)، دچار مرض چاقی شده‌است (چپ) به‌طور خلاصه، بسیاری از مکانیزم‌های ممکن فیزیولوژی بیماری‌شناسی شامل افزایش و بر جای ماندن مرض چاقی می‌باشد. این رشته تحقیقاتی تقریباً تا زمان کشف لپتین در سال ۱۹۹۴ به نتایج مهمی دست نیافت. از زمان این کشف، مکانیزم‌های هورمونی بسیار دیگری مشخص شدند، که در تعدیل اشتها و غذای دریافتی، الگوهای ذخیره‌سازی بافت‌های چربی و افزایش مقاومت انسولین سهیم می‌باشند. پس از کشف لپتین، گرلین، انسولین، ارکسین، پی – وای – وای ۳-۳۶، کولیسیستوکینین، آدیپونکتین، مانند بسیار از دیگر واسطه‌ها، مورد مطالعه قرار گرفتند. آدیپوکینها واسطه‌هایی هستند که به وسیله بافت چربی تولید می‌شوند. به نظر می‌رسد نقش آن‌ها اصلاح کردن بسیاری از بیماری‌های مربوط به چاقی می‌باشد.
به نظر می‌رسد لپتین و گرلین مکمل یکدیگر در تأثیر بر اشتها می‌باشند. با تولید گرلین به وسیله معده، اشتهای کوتاه مدت کنترل می‌شود. (یعنی شخص در زمان خالی بودن معده غذا خورده و با پر شدن معده، دست از خوردن بردارد) لپتین به وسیله بافت‌های چربی تولید می‌شود که به ذخایر چربی بدن سیگنال بفرستد و اشتهای دراز مدت را کنترل کند. (یعنی زمانی که ذخایر چربی کم باشد بیشتر، و زمانی که ذخایر زیاد باشد کمتر غذا خورده شود) همچنین اثرگذاری لپیتین ممکن است بر فرد چاقی که دچار کمبود لپتین است، کم باشد. به نظر می‌رسد بیشتر افراد چاق در برابر لپتین مقاوم بوده و دارای سطح بالایی از آن می‌باشند. این چنین به نظر می‌رسد این مقاومت، نشان می‌دهد که چرا اثرگذاری لپتین برای متوقف کردن اشتها در اکثر افراد چاق مشاهده نمی‌شود.

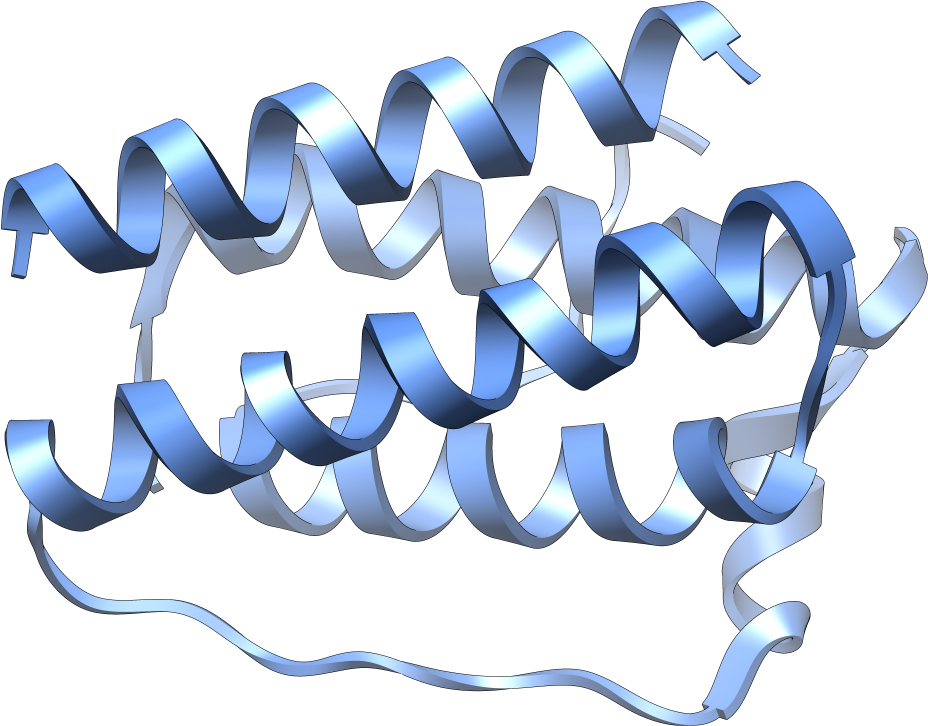
یک تصویر گرافیکی از مولکول لپتین زمانی که لپتین و گرلین به صورت محیطی تولید می‌شوند، با عملکردی که بر روی دستگاه عصبی مرکزی دارند، اشتها را کنترل می‌کنند.

به‌طور کلی، آن‌ها و دیگر هورمون‌های مرتبط با اشتها، بر روی هیپوتالاموس تأثیر می‌گذارند، قسمتی از مرکز مغز برای تنظیم غذای ورودی و انرژی مصرفی. چندین مسیر در داخل هیپوتالاموس وجود دارد که در انجام نقش آن در کامل کردن اشتها مشارکت می‌کنند. مسیر ملانوکورتین بهترین مسیر دریافتی می‌باشد. مسیر با یک ناحیه از هیپوتالاموس آغاز می‌شود، هسته کمانی، که خروجی‌های آن به ترتیب در هیپوتالاموس جانبی (LH) و ونترومدیال هیپوتالاموس (VMH)، مرکز تغذیه و سیری مغز، می‌باشد.
هسته کمانی شامل دو گروه متفاوت رشته عصبی می‌باشد. هسته کمانی متشکل از دو رشته مغزی مجزا می‌باشد. گروه اول نوروپپتید Y (NPY) و آگوتی ریلیتد پپتید را تحریک کرده و در LH دارای ورودی‌های تحریک‌کننده و در VMH دارای ورودی‌های بازدارنده می‌باشد. دومین گروه پرو-اپیوملانوکورتین (POMC) و تعدیل‌کننده کوکایین و آمفتامین (CART) را تحریک می‌کند و در VMH دارای ورودی‌های تحریک‌کننده و در LH دارای ورودی‌های بازدارنده می‌باشد. در نتیجه رشته‌های عصبی NPY/AgRP غذا خوردن را تحریک کرده و از سیری جلوگیری می‌کنند، در حالی که رشته‌های عصبی POMC/CART سیری را تحریک کرده و از غذا خوردن جلوگیری می‌کنند. هر دو گروه رشته‌های عصبی هسته کمانی توسط لپتین تنظیم می‌شوند. لپتین هنگامی که گروه POMC/CART را تحریک می‌کند، گروه NPY/AgRP را بازمی‌دارد؛ بنابراین، کمبود سیگنال‌های لپتین، چه در صورت کمبود و چه در صورت مقاومت در برابر لپتین، منجر به بیش از اندازه غذا خوردن شده و ممکن است در برخی از چاقی‌های ژنتیکی و اکتسابی اتفاق افتد.

## سلامت عمومی
سازمان جهانی بهداشت (WHO) پیش‌بینی کرده‌است که ممکن است اضافه وزن و مرض چاقی به زودی جای برخی از نگرانی‌های دیرین در مورد سلامت عمومی، مانند سوء تغذیه و بیماری‌های عمومی را به عنوان پراهمیت‌ترین عامل ضعف سلامتی بگیرد. مرض چاقی به دلیل شیوع، هزینه و آثاری که بر سلامتی دارد به عنوان معضلی در سلامت عمومی و همچنین مشکلی سیاسی قلمداد می‌شود.
سلامت عمومی تلاش می‌کند که با جستجو، عوامل محیطی مؤثر در افزایش شیوع چاقی در بین انسان‌ها را یافته، تا با درک آن‌ها، اصلاحشان نماید. به نظر می‌رسد مهم‌ترین راه حل‌های مورد نظر، تغییر در مصرف انرژی‌های اضافی غذایی و همچنین تغییر در جلوگیری از فعالیت‌های بدنی می‌باشد. این تلاش‌ها شامل تغییر در برنامه غذایی مدارس، اعمال محدودیت در فروش مستقیم تنقلات به کودکان، و کاهش دسترسی به نوشیدنی‌های شیرین شده توسط شکر در مدارس می‌باشد. همچنین در زمان ایجاد محیط شهری، باید تلاش گردد تا جهت بیشتر شدن مکان‌های مناسب پیاده‌روی، دسترسی به پارک‌ها افزایش یابد.
بسیاری از کشورها و گروه‌ها، آمارهایی مربوط به چاقی را منتشر نموده‌اند. در سال ۱۹۹۸ راهنمای فدرال ایالات متحده، با عنوان «راهنمای بالینی برای شناسایی، ارزیابی و درمان اضافه وزن و مرض چاقی در بزرگسالان: گزارش‌های مستند» ، منتشر شد. در سال ۲۰۰۶ شبکه چاقی کانادا «رهنمای تمرینات بالینی کانادایی(CPG) در مدیریت و جلوگیری از مرض چاقی در بزرگسالان و کودکان» منتشر کرد. این راهنما، یک راهنمای مستند گسترده برای دست یافتن به نحوه مدیریت و پیشگیری از اضافه و چاقی در بزرگسالان و کودکان می‌باشد.
در سال ۲۰۰۴، کالج پزشکی سلطنتی انگلستان استادان سلامت عمومی، کالج سلطنتی طب و سلامتی کودکان، گزارشی مبتنی بر «مشکلات موجود» را منتشر کرد، که مشکلات در حال افزایش چاقی را در انگلستان بررسی می‌کند. در همان سال کمیته منتخب سلامت مجلس عوام "گسترده‌ترین پرسش و پاسخی که تاکنون انجام گرفته‌است[...]" با موضوع مضرات چاقی بر سلامتی و جامعه در انگلستان و دیدگاه‌های ممکن دربارهٔ این مسئله را، منتشر کرد. در سال ۲۰۰۶، سازمان ملی سلامت و مزایای بالینی (NICE) راهنمایی را در باب تشخیص و مدیریت چاقی، و همچنین تدابیری برای سازمان‌هایی که در مراقبت‌های سلامت نقشی ندارند، مانند شوراهای محلی، منتشر کرد. در گزاش منتشر شده در سال ۲۰۰۷ به وسیله آقای درک وانلس که برای بودجه پادشاهی منتشر شد، وی هشدار داد که اگر اقدامات بیشتری صورت نگیرد، چاقی ظرفیت زمین گیر کردن بودجه‌های سرویس سلامت ملی را خواهد داشت.
به نظر می‌رسد افزایش نرخ چاقی منجر به صدمات گسترده‌ای گردد. چارچوب سیاست‌های ضد چاقی (OPA) فرایندهای پیشگیری را به سه دسته سیاست‌های بالا، سیاست‌های میانه و سیاست‌های پایین، تقسیم می‌شود. سیاست‌های بالا به دنبال تغییر در جامعه، سیایت‌های میانه در پی اصلاح کردن رفتار اشخاص برای جلوگیری از چاقی، و سیاست‌های پایین در پی درمان بیمارهای فعلی مردم می‌باشد.

## درمان

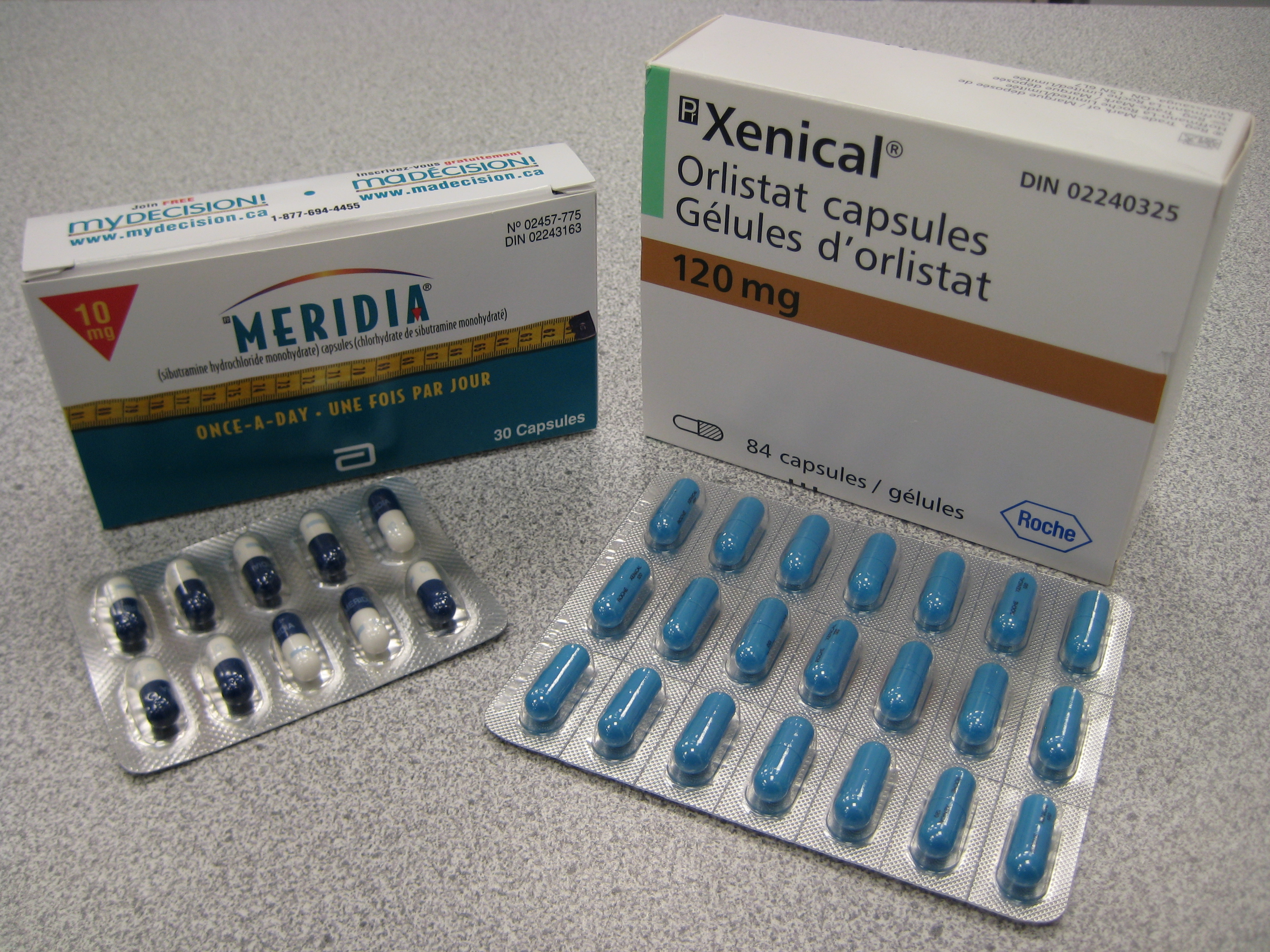
در این شکل جعبه دو دارو را که برای درمان چاقی استفاده شده‌است مشاهده می‌کنید. ارلیستت در بالا، زیر نام برند ژنیکال در یک کادر سفید با لوگوی «روش» در گوشه پایین سمت راست (نام روش در داخل یک شش ضلعی) نشان داده شده‌است. سیبوترامین در زیر نام برند مریدیا قرار دارد. رنگ جعبه در بالا سفید و در پایین آبی می‌باشد که با نوار اندازه‌گیری جدا شده‌اند. حرف A از لوگوی ابوت لبراتوریز در نیمه پایینی جعبه قرار دارد. ارلیست سمت راست (ژنیکال)، معمول‌ترین داروی مورد استفاده در درمان چاقی می‌باشد، و سیبوترامین (مریدیا)، دارویی است که اخیراً به دلیل اثرات جانبی قلبی – عروقی آن، منع شده‌است

مهم‌ترین درمان بیماری چاقی، ترکیبی از رژیم غذایی و ورزش‌های جسمانی می‌باشد. برنامه‌های رژیمی می‌تواند منجر به کاهش وزن در دوره زمانی کوتاهی شود، اما در بسیاری از اوقات ادامه این کاهش وزن دشوار بوده و نیازمند ورزش کردن و رژیمی دارای انرژی غذایی کمتر، به صورت قسمتی دائمی از زندگی شخص می‌باشد. ادامه دادن یک فرایند کاهش وزن بلند مدت، در صورتی موفق می‌باشد که نرخ تغییر وضعیت زندگی، به آرامی از ۲ تا ۲۰ درصد تغییر کند. تغییرات رژیمی و تغییرات روند زندگی در محدود کردن افزایش بی‌رویه وزن در حاملگی مؤثر می‌باشد و برای مادر و کودک مؤثر می‌باشد.
داروی ارلیستت (ژنیکال)، در حال حاضر به صورت انبوه در دسترس بوده و برای استفاده بلند مدت تأیید شده‌است. هرچند کاهش وزن ۲٫۹ kg (6.4 lb) در طی ۱ تا ۴ سال نسبتاً کم می‌باشد، و اطلاعات کمی در مورد اثر و عوارض بلند مدت این داروها بر چاقی در دسترس است. مصرف این دارو با اثرات جانبی نسبتاً شدیدی بر معده، همراه بوده و نگرانی‌ها با افزایش اثر منفی آن بر کلیه، افزایش می‌یابد. دو داروی دیگر نیز در دسترس می‌باشند. لرکاسرین (بلویک) منجر به کاهش وزن متوسط ۳٫۱ kg (۳٪ وزن بدن)، بیشتر از پلاسیبو در طول یک سال گردد. ترکیبی از فنترمین / توپیرامیت / فنترمین و توپیرامیت (کسیمیا) نیز تا حدی مؤثر می‌باشد.
مؤثرترین درمان برای چاقی جراحی باریاتریک می‌باشد. یک جراحی که برای چاقی شدید، کاهش وزن بلند مدت و کاهش احتمال مرگ و میر را در پی دارد. یک سری تحقیقات نشان داد که کاهش وزن ۱۴ تا ۲۵ درصدی (با توجه به فرایند انجام شده) در طی ۱۰ سال، در صورتی که همگام با پیشگیری‌های استاندارد کاهش وزن همراه باشد، منجر به کاهش ۲۹ درصدی در تمام عوامل مرگ و میر خواهد شد. این در حالی است که با توجه به هزینه و خطر عوارض موجود، محققان به دنبال راه‌های مؤثر دیگری می‌باشند تا به درمان‌های کم خطرتری دست یابند.

### درمان غذایی
رژیم غذایی مناسب شامل حذف مواد غذایی پر کالری مانند غذاهای چرب، غذاهای شیرین، نوشابه و دلسترهای گازدار و سایر نوشیدنی‌های شیرین، چیپس سیب زمینی و پفک.

جایگزینی برنج در وعده غذایی که کالری بیشتری دارد با نان سبوس دار مانند نان بربری.

گنجاندن سبزی‌ها، میوه‌ها، حبوبات، ماهی و لبنیات کم چربی در وعده‌های غذایی.

پرهیز از مصرف مواد غذایی شیرین مانند انواع شیرینیها، شکلات، کیک و کلوچه و نان‌های روغنی.

وعده غذایی را حذف نکنید زیرا حذف هر یک از وعده‌های غذایی باعث تحریک مغز به پرخوری می‌شود.

افزودن ریزمغذی مس به رژیم غذایی باعث کم شدن اشتها می‌شود. احتمالاً کمبود مس مغز را وادار می‌کند دستور پرخوری را به بدن بدهد. شیوه عملی افزودن ریزمغذی مس به رژیم غذایی: متأسفانه امروزه به دلیل گران بودن قلع، برخی افراد ناباب برای سفید کردن ظروف مسی از سرب استفاده می‌کنند و پخت غذا در چنین ظروفی می‌تواند همراه با مسمومیت جدی باشد. مغزی شیرهای معمولی از جنس برنج است دولت نیز بخاطر سلامتی جامعه روی شیرآلات ساختمانی نظارت دارد. یک تکه از مغزی برنجی را در سماور بیندازید تا در آن بجوشد. این نیاز بدن به مس را تأمین می‌کند در ضمن یون روی نیز به آب اضافه می‌کند که آن نیز سودمند است.

چای سبز: چای سبز حاوی ترکیبی است که اشتها را کم کرده و میزان سوخت و ساز بدن را افزایش می‌دهد.

از ادویه زنجبیل در غذا استفاده کنید. زنجبیل تأثیر زیادی در افزایش سوخت و ساز بدن دارد. می‌توانید از آن به عنوان ادویه غذا استفاده کنید یا به اندازه یک نخود پودر زنجبیل را در یک کاسه ماست ترکیب کرده و همراه با غذا میل کنید.

پیاز: پیاز توانایی چربی سوزی دارد. روزی یک عدد پیاز هیچ زیانی به بدن نمی‌رساند. سیر و موسیر نیز از گیاهان هم خانواده پیاز هستند و می‌توانید از آن‌ها نیز استفاده کنید.
روغن ماهی: مطالعات جدید محققان ژاپنی نشان می‌دهد این ماده غذایی نقش مؤثری در کاهش وزن دارد. سلول‌های چربی سفید با ذخیره چربی، مهم‌ترین عامل اضافه وزن، به ویژه در ناحیه شکم و پهلوها هستند. روغن ماهی با تبدیل سلول‌های ذخیره‌کننده چربی به سلول‌های سوزاننده چربی، سبب کاهش وزن می‌شود.

## همه گیرشناسی
| |                      |                      |                    |
| World obesity prevalence among males (left) and females (right). \| <5% ۵–۱۰٪ ۱۰–۱۵٪ \| ۱۵–۲۰٪ ۲۰–۲۵٪ ۲۵–۳۰٪ \| ۳۰–۳۵٪ ۳۵–۴۰٪ ۴۰–۴۵٪ \| ۴۵–۵۰٪ ۵۰–۵۵٪ >۵۵٪ \| |                      |                      |                    |
| <5% ۵–۱۰٪ ۱۰–۱۵٪ | ۱۵–۲۰٪ ۲۰–۲۵٪ ۲۵–۳۰٪ | ۳۰–۳۵٪ ۳۵–۴۰٪ ۴۰–۴۵٪ | ۴۵–۵۰٪ ۵۰–۵۵٪ >۵۵٪ |

قبل از قرن ۲۰ چاقی کمیاب بود٬ در سال ۱۹۹۷ WHO به‌طور رسمی چاقی را به عنوان یک اپیدمی جهانی شناخت. از سال ۲۰۰۵ WHO برآورد کرد که حداقل ۴۰۰ میلیون فرد بالغ (۹٫۸٪)، با نسبت بالاتر میان زنان و مردان چاق هستند. همچنین میزان چاقی با سن حداقل بالای ۵۰ یا ۶۰ سال افزایش می‌یابد. و چاقی مفرط در آمریکا، استرالیا و کانادا سریعتر از میزان کلی چاقی در حال رشد است.
با در نظر گرفتن تنها مشکل کشورهایی با درآمد بالا، میزان چاقی در سراسر جهان در حال افزایش است و هم کشورهای توسعه یافته و هم کشورهای در حال توسعه را تحت تأثیر قرار داده‌است. این افزایش‌ها به‌طور دراماتیکی بیشتر در محیطهای شهری احساس می‌شود. تنها ناحیه‌ای از جهان که چاقی رایج نیست صحرای آفریقا است.
پژوهشی تازه نشان می‌دهد یک سوم مردم جهان یا اضافه وزن دارند یا چاق هستند. افزایش سطح رفاه، مصرف غذاهای پرانرژی و بی تحرکی از جمله دلایل افزایش تصاعدی چاقی در جهان هستند؛ بنابراین پژوهش، در ایران، به‌طور متوسط پنجاه و چهار درصد جمعیت بالای بیست سال، اضافه وزن دارند یا چاقند.
سازمان بهداشت جهانی در گزارش سال ۲۰۱۵ خود اعلام کرد که بیشتر مردم اروپا، بیش از اندازه چاق هستند. بر پایه این گزارش ۵۹ درصد جمعیت اروپا یا اضافه وزن یا مرض چاقی دارند به همین دلیل ممکن است جوانان این قاره به اندازه والدین خود عمر نکنند.

## تاریخ

### ریشه‌شناسی
چاقیObesity از کلمه لاتین obesitas گرفته شده که به معنای ضخیم، چاق یا فربه است. Ēsus شکل گذشته کامل edere (خوردنی) است، باob (بالا) که به آن اضافه شده‌است. لغت‌نامه انگلیسی آکسفورد '' اولین استفاده از این اسناد در سال ۱۶۱۱ توسطرندل کاتگریو[[.

### تمایلات تاریخی

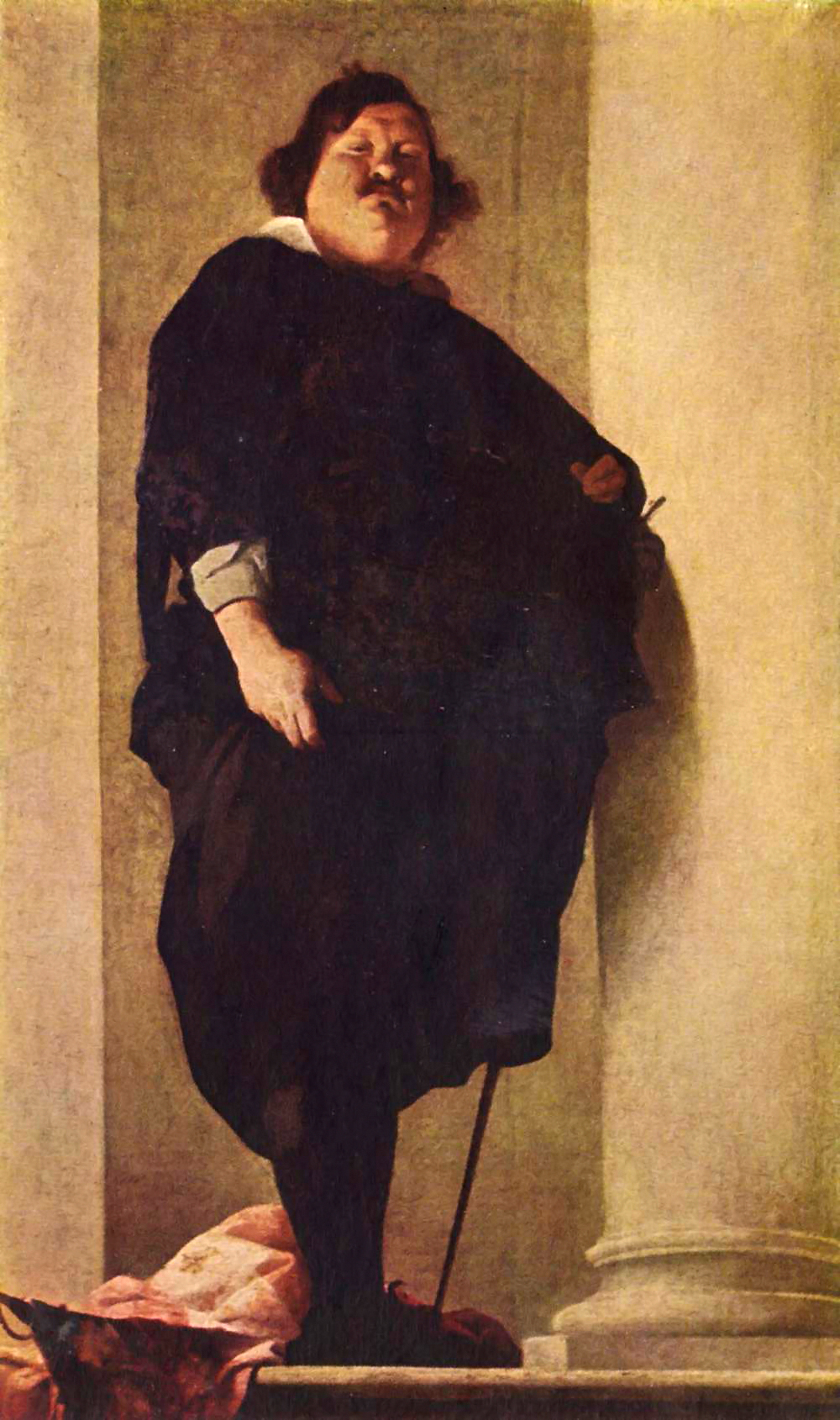
یک ژنرال بسیار چاق از اهالی توسکانی در قرن هفدهم با چانه‌های بزرگ و برجسته و سبیل که لباس سیاهی پوشیده و شمشیری در سمت چپش قرار دارد. در طول قرون وسطی و دوره رنسانس چاقی اغلب به عنوان نشانه ثروتمندی به‌شمار می‌رفت، و در میان نخبگان رایج بود. آسلاندرو دل بورو، The Tuscan General که به چارلز ملین نسبت داده می‌شود (۱۶۴۵)

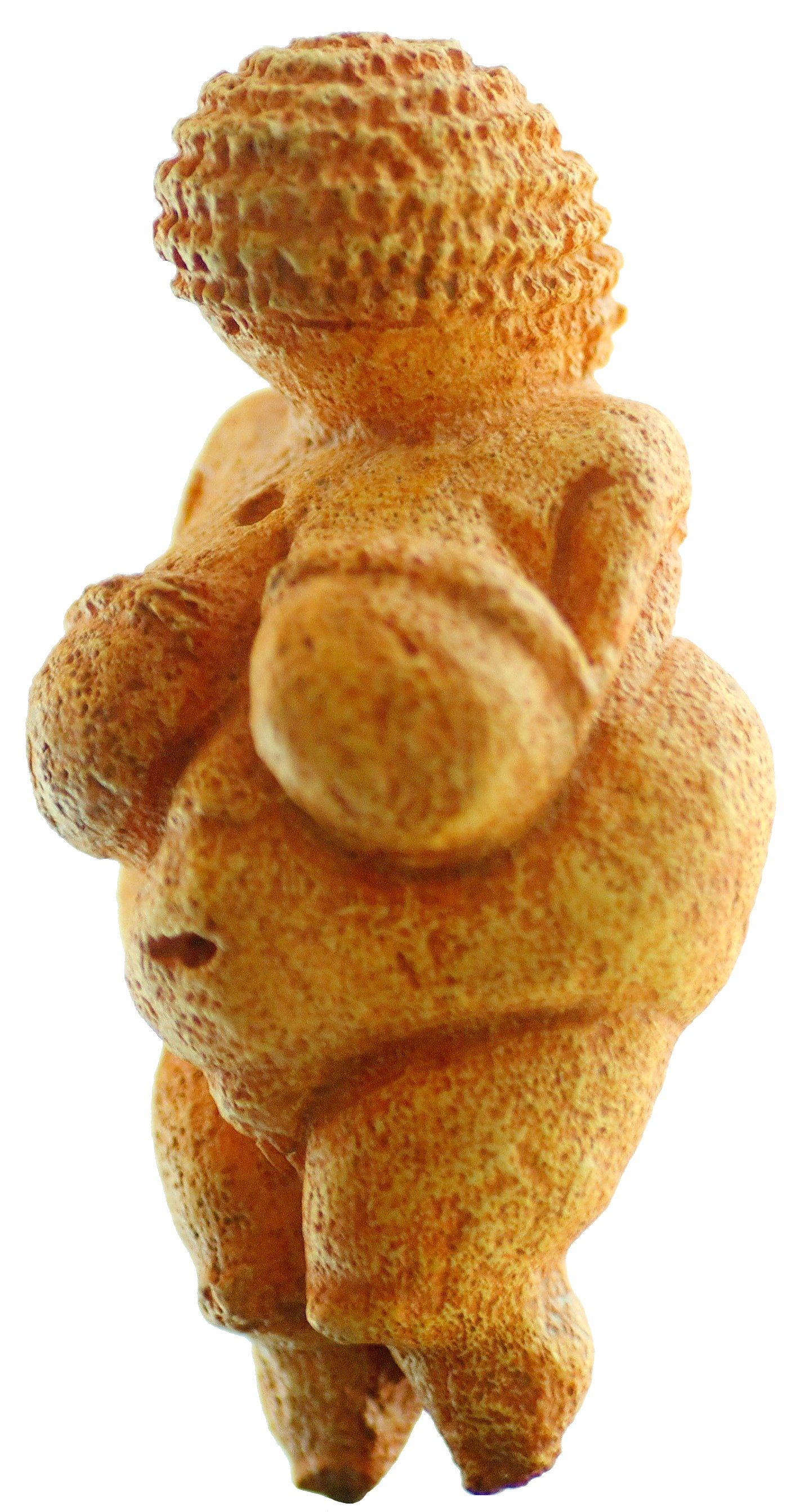
یک سنگ مینیاتور کنده کاری شده که یک زن چاق را نمایش می‌دهد. ونوس آف ویلندورف خلق شده در ۲۲۰۰۰–۲۴۰۰۰ قبل از میلاد مسیح) یونانی‌ها اولین کسانی بودند که چاقی را به عنوان یک بیماری شناسایی کردند.

بقراطی‌ها نوشته‌اند که تنومندی به خودی خود بیماری نیست اما جلودار و پیشرو دیگر بیماری‌هاست. یک جراح هندی ساشروتا (قرن ۶ قبل از میلاد مسیح) چاقی را با دیابت و بیماری‌های قلبی مرتبط ساخت. او کارهای فیزیکی را برای کمک به درمان آن و عوارض جانبیش پیشنهاد داد. در بیشتر تاریخ انسان، آن‌ها با مسئله کمبود غذا مبارزه می‌کرده‌اند. بنابراین به‌طور تاریخی چاقی به عنوان نشانه ثروتمندی و رفاه دیده می‌شده‌است. این امر در میان طبقات بالای اجتماعی در قرون وسطی و دوره رنسانس در اروپا رایج بوده‌است. و همچنین در تمدن آسیای غربی باستان.
با شروع انقلاب صنعتی فهمیده شد که قدرت ارتش و اقتصاد آن‌ها هم وابسته به اندازه بدن و هم قدرت سربازان و کارگرهایشان دارد. افزایش شاخص میانگین اندازه بدن از آنچه که اکنون به عنوان کمبود وزن با توجه به میزان معمول به‌شمار می‌رود، نقش چشمگیری را در گسترش جوامع صنعتی بازی می‌کند. بنابراین قد و وزن هر دو در طول قرن ۱۹ در کشورهای توسعه یافته افزایش یافت. در طول قرن ۲۰ همچنانکه جمعیت‌ها به یک ژنتیک بالقوه قد و وزن رسیدند، شروع به افزایش بیشتر قد خود در نتیجه چاقی کردند. در دهه ۱۹۵۰ افزایش ثروتها در جهان توسعه یافته روحیه و اخلاقیات بچگی را کاهش داد، اما با افزایش وزن بدن، بیماری‌های قلبی و کلیوی افزایش یافته و بیشتر رایج شد.
در طول این دوره شرکت‌های بیمه‌ای رابطه بین وزن و توقعات زندگی و افزایش چاقی مفرط را دریافته‌اند.
فرهنگ‌های بسیاری در طول تاریخ چاقی را به عنوان یک عیب شخصیتی می‌دیده‌اند. یک شخصیت چاق در کمدی یونانی یک فرد شکم پرست و مسخره بود. در زمان مسیحیان غذا به عنوان ورودی‌هایی به گناهان تنبلی و شهوت بود. در فرهنگ مدرن غرب، وزن اضافه اغلب غیر جذاب تلقی می‌شد و چاقی به‌طور معمول با کلیشه‌های منفی گوناگون ربط داده می‌شد. افراد در همه سنین می‌توانند با بدنامی اجتماعی روبرو شوند و ممکن است با استفاده از ادعاها یا فرار کردنهایشان به وسیله همرده‌هایشان مورد تمسخر قرار گیرند. یک بار دیگر چاقی عامل تمایز است.
ادراکات عمومی در جامعه غربی با توجه به سلامت وزنی بدن با وزنهایی که ایدئال به به‌شمار می‌رود، متفاوت است و هر دو آن‌ها از زمان شروع قرن ۲۰ تغییر کرده‌اند. وزنی که ایدئال فرض می‌شود از زمان دهه ۱۹۲۰ کمتر شد. این امر به وسیله این حقیقت که قد میانگین بانوی آمریکا و برنده مراسم ۲٪ از سال ۱۹۲۲ تا ۱۹۹۹ افزایش یافت، در حالی که وزن میانگین او ۱۲٪ کاهش یافت، نشان داده می‌شود. از سوی دیگر تصورات مردم از وزن مناسب در جهت عکس تغییر کرده‌است. در بریتانیا وزنی که در آن مردم خودشان را دچار اضافه وزن می‌دانند، به‌طور چشمگیری در سال ۲۰۰۷ بیشتر از سال ۱۹۹۹ بود. اعتقاد بر این است که این تغییرات به دلیل افزایش میزان چربی گرایی بود که منجر به افزایش پذیرش چربی اضافی به عنوان اندازه معمول شد.
هنوز هم چاقی به عنوان نشانه‌ای از ثروتمندی و رفاه در بسیاری از نقاط آفریقا به‌شمار می‌رود. این امر به‌طور خاص از زمان شروع اپیدمی ایدز رایج شد.

### هنرها
اولین مجسمه‌ها از بدن انسان در حدود ۳۵۰۰۰–۲۰۰۰۰ سال قبل زنان چاق را نمایش می‌داد. برخی از جنبه‌های شکل ونوسی با تأکید بر باروری تمایل داشتند در حالی که دیگران احساس می‌کردند که آن‌ها نماینده «چاقی» در میان مردم آن عصر بودند. با وجودی که تنومندی در میان هنرهای یونانی و رومی وجود نداشت، احتمالاً به منظور حفظ ایده‌آل‌های آنان با توجه به مدرن گرایی بود. این روش در میان تاریخ بسیاری از یهودیان اروپایی تنها با نمایش افراد با شرایط اقتصادی-اجتماعی پایین به عنوان افراد چاق، ادامه یافت.
در زمان رنسانس برخی از افراد از طبقه‌های بالا همان‌طور که در نقاشی‌های هنری هفتم و الکساندرو دل برو دیده می‌شود، هیکل بزرگ خود را به رخ کشیدند.Peter Paul (۱۵۷۷–۱۶۴۰) رابنز معمولاً زنان تمام بدن خود را در عکس‌ها به نمایش می‌گذاشتند و از همین‌جا بود که کلمه رابنسکویی به وجود آمد. هر چند این زنان همچنان به شکل «ساعت شنی» همراه با رابطه باروری باقی ماندند. در طول قرن ۱۹ دیدگاه‌ها در مورد چاقی در دنیای غرب تغییر کرد. بعد از قرن‌ها که چاقی تبدیل به سندرم همراه با ثروت و موقعیت اجتماعی شد، لاغری به عنوان یک استاندارد مورد علاقه نمایان شد.

## جامعه و فرهنگ

### تأثیر اقتصادی
چاقی علاوه بر تأثیرات سلامتیش، باعث ایجاد مشکلات فراوانی از جمله معایبی در استخدام شدن می‌شود و هزینه‌های تجارتی را افزایش می‌دهد. این تأثیرات در همه سطوح جامعه از جمله افراد، شرکت‌ها و دولت‌ها احساس می‌شود.
در سال ۲۰۰۵، هزینه‌های پزشکی که در آمریکا برای چاقی اختصاص یافت ۱۹۰٫۲ میلیارد دلار یا ۲۰٫۶٪ از مخارج پزشکی برآورد شده‌است. در حالی که هزینه چاقی در سال ۱۹۹۷ در کانادا ۲ میلیارد دلار کانادا (۲٫۴٪ از کل هزینه‌های بهداشت) برآورد شده‌است. هزینه کلی مستقیم سالیانه برای اضافه وزن و چاقی در استرالیا در سال ۲۰۰۵، ۲۱ میلیارد دلار بود. همچنین اضافه وزن و چاقی در استرالیا ۳۵٫۶ میلیارد دلار یارانه دریافت کرده بودند. میزان برآورد مخارج سالیانه برای محصولات رژیمی فقط در آمریکا از ۴۰ میلیارد دلار تا ۱۰۰ میلیارد دلار است.
برنامه جلوگیری از چاقی به منظور کاهش هزینه‌های درمان بیماری‌های مرتبط با چاقی به وجود آمد. هر چند، هر چه بیشتر افراد عمر می‌کردند هزینه‌های پزشکی بیشتری وارد می‌شد؛ بنابراین محققان به این تنیجه رسیدند که ممکن است کاهش چاقی به بهبود سلامت اجتماعی کمک کند، اما برعکس باعث کاهش کلی سلامت عمر شد.

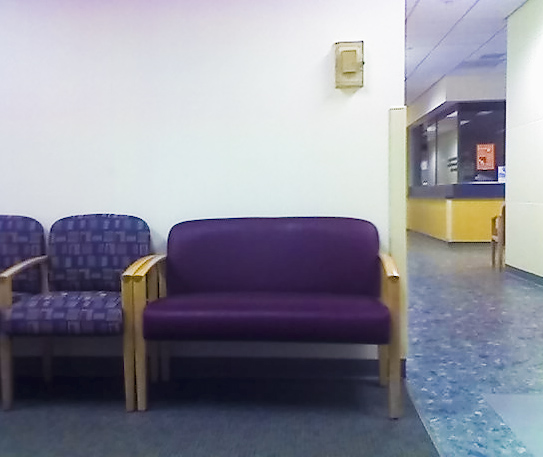

چاقی می‌تواند منجر به بدنامی اجتماعی و موانع استخدامی شود. وقتی که افراد را با نقطه مقابل وزن معمولشان مقایسه می‌کنیم، کارگرهای چاق به‌طور میانگین میزان بیستری از غیبت کاری را دارا می‌باشند و ناتوانایی‌های بیشتری دارند، بنابراین موجب افزایش هزینه‌های کارفرما و کاهش تولید می‌شود. یک مطالعه که کارکنان دانشگاه دوک (Duke University) را مورد مطالعه قرار داده، دریافته‌است که مردم با IBM بالاتر از ۴۰ دو بار بیشتر نسبت به آن‌هایی که IBM 24.۹–۱۸٫۵ دارند مدعی جبران کارگران شده‌اند. آن‌ها همچنین بیشتر از ۱۲ بار غیبت در روزهای کاری داشته‌اند. رایج‌ترین جراحت در این گروه به دلیل افتادن و بلند کردن بود، بنابراین قسمت‌های انتهایی، کمر و دست‌ها و پشت را تحت تأثیر قرار می‌داد. کارکنان بیمه آلباما در ایالت متحده یک برنامه بحث‌برانگیز را برای تغییر کارکنان چاق تأیید کردند که در آن اگر آن‌ها کاری برای کاهش وزن و بهبود سلامتیشان انجام ندهند، ماهی ۲۵ دلار از آن‌ها کسر خواهد شد. این آزمون‌ها از ماه ژانویه ۲۰۱۰ آغاز شده و در مورد تمام کسانی که IBM آن‌ها بیشتر از ۳۵ کیلوگرم بر متر است٬۲ و بعد از ۱ سال در ایجاد بهبودی در سلامتیشان رد می‌شوند، اجرا می‌شود.
برخی از محققان نشان داده‌اند که افراد چاق تمایل کمتری به استخدام در مشاغل و ترویج آن دارند. افراد چاق همچنین حقوق کمتری نسبت به همرده‌های غیر چاق خود در مشاغل برابر دریافت می‌کنند. زنان چاق به‌طور میانگین ۶٪ و مردان چاق ۳٪ کمتر دریافت می‌کنند.
صنایع خاص مانند خطوط هواپیمایی، صنایع غذایی و بهداشتی نگرانی‌های مخصوص به خودشان را دارند. به دلیل افزایش میزان چاقی، خطوط هواپیمایی با هزینه‌های بیشتر سوخت مواجه شده و برای افزایش پهنای صندلی‌ها تحت فشار قرار دارند. در سال ۲۰۰۰ وزن اضافی مسافران چاق ۲۷۵ میلیون دلار برای هواپیمایی هزینه داشته‌است. صنعت بهداشت موظف است در مورد امکانات خاصی مانند تجهیزات بلند کردن و آمبولانس باریاتریک سرمایه‌گذاری کند تا به‌طور محکمی بیماران چاق را کنترل نماید. هزینه‌های رستوران‌ها به دلیل متهم کردن قضایی آن‌ها برای ایجاد چاقی افزایش یافت. در سال ۲۰۰۵ کنگره آمریکا در مورد قانونی برای منع کشوری در برابر صنعت غذایی مرتبط با چاقی بحث و گفتگو کرد، هر چند هرگز تصویب نشد.

### اندازه مورد قبول

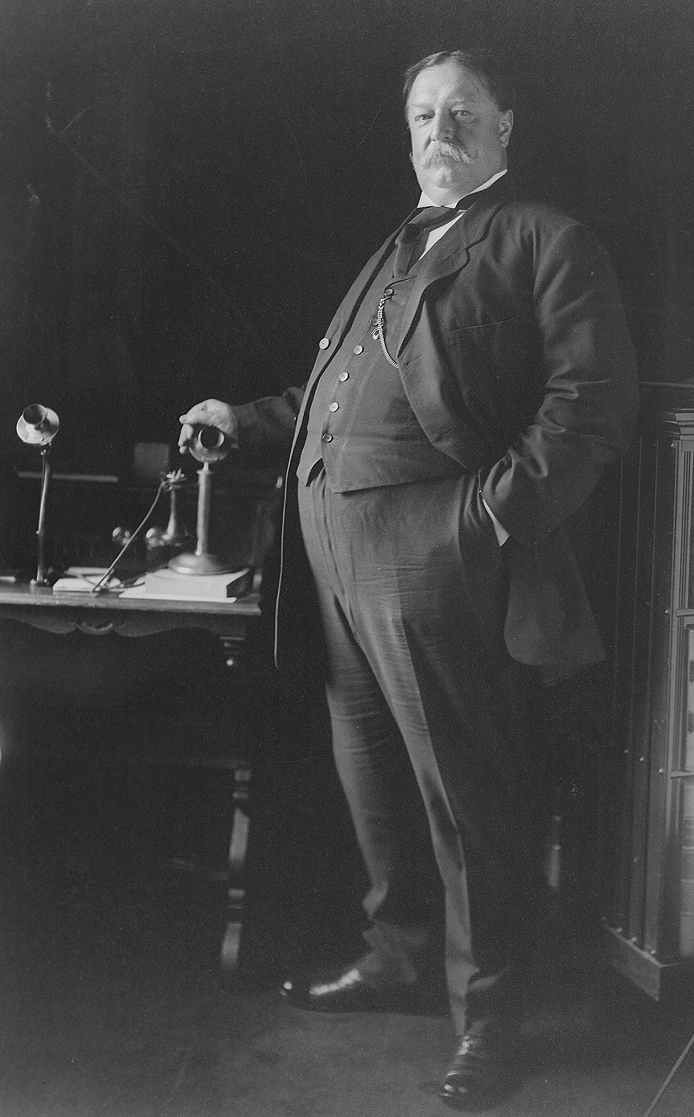
رئیس‌جمهور آمریکاویلیام هاوارد تافت اغلب به دلیل اضافه وزن مورد تمسخر قرار می‌گرفت.

اصل هدف حرکت پذیرش چاقی، کاهش تمایز بین افرادی بود که چاق بودند و اضافه وزن داشتند. هر چند برخی افراد سعی می‌کردند تا ارتباط ایجاد شده بین چاقی و نتایج منفی سلامتی آن را به چالش بکشند.
تعدادی از سازمان‌ها وجود دارند که پذیرش چاقی را ترویج می‌کنند. این موسسات به‌طور چشمگیری در اواخر نیمه دوم قرن ۲۰ افزایش یافتند. مؤسسه آمریکایی مؤسسه ملی پذیرش چاقی پیشرفته (NAAFA) در سال ۱۹۶۹ تشکیل شد و وظیفه خود را تحت عنوان حقوق شهروندان به منظور پایان دادن به تمایزات اندازه‌ای، تشریح کرد. هر چند فرضیه چاقی به عنوان یک حرکت در حاشیه باقی ماند. مؤسسه ملی پذیرش اندازه (ISAA) یک سازمان غیردولتی (NGO) است که در سال ۱۹۹۷ به وجود آمد. بیشترین جهت‌گیری آن‌ها جهانی بود و مأموریت خود را تحت عنوان ترویج پذیرش اندازه‌ها و کمک به پایان دادن به تمایزات وزن محور توصیف می‌کردند. این گروه اغلب در مورد شناخت چاقی به عنوان یک ناتوانی تحت قانون آمریکایی‌های ناتوان (ADA) بحث داشتند. هر چند نظام قانونی آمریکا اعلام کرد که هزینه‌های بالقوه بهداشت و سلامتی عمومی از منافع این قانون ضد تمایزی برای پوشش چاقی زیادتر شده‌است.

## چاقی در دوران کودکی
میزان سلامتی BMI با توجه به سن و جنسیت بچه‌ها متفاوت است. چاقی در بچه‌ها و نوجوانان با توجه به BMI بیشتر از ۹۵ صدک است. اطلاعات مرجعی که این صدک‌ها بر اساس آن‌ها ارائه شده از سال ۱۹۶۳ تا ۱۹۹۴ بدست آمده‌اند، پس بنابراین به وسیلهٔ افزایش‌های اخیر در نسبت چاقی تحت تأثیر قرار نگرفته‌اند. چاقی کودکی در قرن ۲۱ به عنوان یک اپیدمی نسبی با افزایش نسبت‌ها هم در جهان توسعه یافته و هم در جهان در حال توسعه، مطرح گردید. نسبت چاقی در پسرهای کانادایی از مقدار ۱۱٪ در سال ۱۹۸۰ به بالای ۳۰٪ در سال ۱۹۹۰ رسید، در حالی که در مدت زمان مشابه این مقدار در میان پسرهای برزیلی از ۴٪ به ۱۴٪ افزایش یافت.
با وجود چاقی در میان افراد بالغ، عوامل مختلف زیادی منجر به افزایش میزان چاقی کودکی می‌شود. عقیده‌ها بر این بود که تغییر رژیم‌های غذایی و کاهش فعالیت‌های بدنی دو عامل مهم در افزایش نسبت‌های اخیر بوده‌است. به دلیل اینکه چاقی دوران کودکی در دوران جوانی نیز ادامه می‌یابد و با تعدادی از بیماری‌های مزمن در ارتباط است، بچه‌هایی که چاق هستند اغلب مورد آزمایش فشار خون، دیابت، چربی بالا و چربی کبد قرار می‌گیرند. درمان‌هایی که در کودکان مورد استاده قرار گرفته‌است درمان‌های زندگی گونه اولیه و روش‌های تکنیکی است، گرچه تلاش‌ها برای افزایش فعالیت در کودکان موفقیت‌های کمی داشته‌است. در آمریکا درمان‌های مورد استفاده برای این گروه سنی مورد تأیید FDA نیست.

## آمار چاقی در کشورهای دنیا
عوارض ناشی از چاقی در گذشته در سنین بالای ۳۰ سال بروز می‌کرد، اما اکنون با توجه به شیوع چاقی در بین کودکان و نوجوانان سراسر جهان، سن ابتلا به عوارضی مانند دیابت و فشار خون به حدود ۱۰ تا ۱۹ سال رسیده‌است.
با توجه به جامعه ثروتمند و علاقه‌مند به مصرف مواد غذایی سریع، بسیاری از مردم ممکن است آمریکا را در بالای این لیست قرار دهند؛ این در حالیست که بر اساس آمار ارائه شده توسط Visual.ly، صدرنشین جدول شاخص توده بدنی در میان مردم جهان، کویت است. این کشور عربی از میانگین شاخص توده بدنی ۲۷٫۵ برای مردان و ۳۱٫۷۴ برای زنان برخوردار است.
این آمار، آمریکا را با میانگین ۲۶٫۵ برای مردان و ۲۹ برای زنان در جایگاه دوم قرار داده‌است.
بزرگسالانی که از میانگین وزن بدنی بین ۱۸٫۵ و ۲۴٫۹ برخوردارند، عموماً از وزن بدنی مناسبی به نسبت قد خود برخوردارند.
انگلیس که از سطوح رو به رشد چاقی به ویژه در میان کودکان برخوردار بوده در جایگاه بیست و ششم این نمودار قرار دارد. میانگین شاخص توده بدنی برای مردان این کشور ۲۷ و برای زنان ۲۶٫۹ است.
ایران با میانگین شاخص توده بدنی ۲۴٫۹ برای مردان و ۲۶٫۹ برای زنان در جایگاه ۴۶ قرار دارد.
کشورهای دیگر که در میان سنگین‌ترین‌ها قرار گرفته‌اند، شامل آلمان، یونان، آرژانتین و تعدادی از کشورهای عربی مانند امارات متحده عربی، عربستان و بحرین هستند.
علیرغم شهرت استرالیا به عنوان یک کشور ورزش دوست، این کشور در جایگاه یازدهم این نمودار قرار دارد.
جای تعجب نیست که برخی از فقیرترین کشورهای جهان در آسیا و آفریقا در میان کشورهای با کمترین شاخص توده بدنی قرار دارند.
مردم بنگلادش با میانگین ۲۰٫۵ برای مردان و ۱۹٫۸ برای زنان از کمترین شاخص توده بدنی برخوردارند.
دیگر کشورهای نزدیک به پایین این نمودار شامل نواحی درگیر جنگ و خشکسالی مانند اتیوپی، رواندا، کنیا و اریتره است.
برخی از کشورها دارای اختلاف چشمگیری در میان زنان و مردان هستند. در جامائیکا، میانگین شاخص توده بدنی برای مردان ۲۴٫۸ و برای زنان ۲۹٫۸ است. روندهای مشابه در کشورهایی مانند لسوتو، ترینیداد و توباگو و هائیتی قابل مشاهده است.

## در مورد دیگر حیوانات
چاقی در میان حیوانات اهلی در بسیاری از کشورها رایج است. میزان اضافه وزن و چاقی در سگ‌های آمریکایی از ۲۳٪ تا ۴۱٪ و چاقی حدوداً ۵٫۱٪ است. میزان چاقی در گربه‌ها کمی بیشتر از ۶٫۴٪ بود. در استرالیا میزان چاقی در میان سگ‌ها در شرایط دامپزشکی ۷٫۶٪ تشخیص داده شده‌است. خطر چاقی در سگ‌ها خواه نخواه به صاحبان آن‌ها بستگی دارد. با این وجود رابطه مشابه بین گربه‌ها و صاحبان آن‌ها وجود ندارد.